# Euproctis fuscoradiata
Euproctis fuscoradiata är en fjärilsart som beskrevs av George Thomas Bethune-Baker 1904. Euproctis fuscoradiata ingår i släktet Euproctis och familjen tofsspinnare. Inga underarter finns listade i Catalogue of Life.